# فهرست میراث جهانی در امارات متحده عربی
میراث جهانی در امارات متحده عربی تا ژانویه ۲۰۲۵ شامل یک اثر در این کشور است. امارات متحده عربی این کنوانسیون را در تاریخ ۱۱ مه ۲۰۰۱ پذیرفت و از آن هنگام، مکان‌های طبیعی و فرهنگی امارات متحده دارای شرایط برای گنجانده شدن در فهرست میراث جهانی هستند.
سایت‌های میراث جهانی سازمان آموزشی، علمی و فرهنگی سازمان ملل متحد، یونسکو مکان‌هایی هستند که دارای اهمیت فرهنگی یا طبیعی هستند، همان‌طور که در پیمان‌نامه میراث جهانی، که در سال ۱۹۷۲ تأسیس شده، شرح داده شده است.
میراث فرهنگی شامل بناهای تاریخی مانند آثار معماری، مجسمه‌ها، کتیبه‌ها، مجموعه‌های ساختمانی و محوطه‌های باستانی است. از سوی دیگر، میراث طبیعی به ویژگی‌های فیزیکی و زیستی، شکل‌های زمین‌شناسی و زیستگاه گونه‌های در خطر انقراض حیوانات و گیاهان اطلاق می‌شود. همچنین مکان‌هایی که از نظر علمی، حفاظتی یا زیبایی طبیعی اهمیت دارند، جزو میراث طبیعی به‌شمار می‌روند.
تا سال ۲۰۲۴ این کشور فقط سایت تاریخی العین را در فهرست میراث جهانی به ثبت رسانده است. ثبت این مکان در سال ۲۰۱۱ انجام شد.

## میراث جهانی
سایت‌ها با ده معیار فهرست می‌شوند. هر ورودی باید دست‌کم یکی از معیارها را داشته باشد.
| # | نگاره | نام                   | موقعیت                                                                | سال              | ش ثبتمعیارها | شرح | م     |
| ۱ |       | چشم‌انداز فرهنگی العین | امارت ابوظبی۲۴°۱۳′۲۴″شمالی ۵۵°۴۳′۲۲″شرقی / ۲۴٫۲۲۳۲°شمالی ۵۵٫۷۲۲۹°شرقی | ۱۳۴۳(iii)(iv)(v) | ۲۰۱۱         | العین در یک منطقه بیابانی واقع شده و پیشینه آن به دوره نوسنگی می‌رسد. این محل میزبان مقبره‌های سنگی از هزاره سوم پیش از میلاد، چاه‌ها، سازه‌های خشتی و یکی از قدیمی‌ترین نمونه‌های سیستم آبیاری مانند قنات (افلج) در محل بِدَع بِنْت سُعُوْد است. این میراث شامل جبل حفیت، پارک باستان‌شناسی هیلی، بدع بنت سعود و مناطق واحه‌ای است. | [ ۵ ] |

## فهرست آزمایشی
علاوه بر مکان‌هایی که در فهرست میراث جهانی ثبت می‌شوند، کشورهای عضو می‌توانند فهرستی پیشنهادی از مکان‌های پیشنهادی خود تهیه کنند. تنها آثاری که ابتدا در این فهرست قرار گرفته باشند، امکان ثبت در فهرست میراث جهانی را خواهند داشت.
امارات متحده عربی ۱۷ مکان را در فهرست پیشنهادی خود گنجانده است.
| #  | نگاره | نام                              | موقعیت                                                         | سال  | ش ثبتمعیارها            | شرح | م      |
| ۱  |       | سکونتگاه و گورستان جزیره ام‌النار | امارت ابوظبی۲۴°۲۶′شمالی ۵۴°۳۱′شرقی / ۲۴٫۴۳°شمالی ۵۴٫۵۱°شرقی    | ۲۰۱۲ | ۵۶۶۰(ii)(iii)           | این محوطه با دیواری بتنی و مستحکم به طول تقریبی ۱۷۶۰ متر محصور شده است. این سکونتگاه که در شرق و شمال‌شرقی گورستان، در منطقه‌ای چند متر پایین‌تر از فلات قرار دارد، به سه بخش اصلی تقسیم شده است. بخش اول بزرگ‌ترین و احتمالاً قدیمی‌ترین بخش سکونتگاه بوده و هسته اصلی آن محسوب می‌شود. کاوش‌های انجام‌شده در این تپه، بقایای یک خانه نسبتاً سالم را آشکار کردند. ساختارهای سکونتگاه جزیره ام‌النار با استفاده از سنگ‌های نامنظم استخراج‌شده از فلات آهکی و مناطق اطراف ساخته شده‌اند. بیشتر این سنگ‌ها از نوع سنگ‌های دریایی بوده و از سواحل مجاور استخراج شده‌اند. دیوارها معمولاً از دو ردیف موازی سنگ با مغزی پر شده از سنگ‌های کوچکتر ساخته شده‌اند. در حفاری‌ها، مجموعه بزرگی از استخوان‌های حیوانات شامل دریایی و خشکی یافت شد. کاوش‌های انجام‌شده در گورستان نشان‌دهنده آثار دایره‌ای چند اتاقه با دیوارهای خارجی ساخته‌شده از سنگ‌های خوش‌تراش است. در جزیره ام‌النار پنجاه گور سنگی در اندازه‌های مختلف شناسایی شده است. | [ ۷ ]  |
| ۲  |       | جزیره صیر ابونعیر                | امارت شارجه۲۵°۰۸′شمالی ۵۴°۰۸′شرقی / ۲۵٫۱۳°شمالی ۵۴٫۱۴°شرقی     | ۲۰۱۲ | ۵۶۶۱(ix)(x)             | جزیره صیر ابونعیر یکی از مهم‌ترین منطقه حفاظت‌شده دریایی در امارات متحده عربی است که به دلیل دارا بودن عناصر زیست‌محیطی مانند سازندهای زمین‌شناسی، گیاهان طبیعی و پرندگان دریایی قابل توجه است. صیر ابونعیر جزیره‌ای با مناظر طبیعی و سواحل ماسه‌ای است که توسط لاک‌پشت‌های دریایی به‌عنوان مرکز تکثیر انتخاب شده است. جزیره صیر ابونعیر یکی از مهم‌ترین مکان‌های لانه‌سازی لاک‌پشت پوزه‌عقابی در کل خلیج فارس و مطمئناً از این نظر مهم‌ترین مکان در امارات متحده عربی است. لانه‌سازی چندین پرنده دریایی مهم در این جزیره ثبت شده است. امروزه مرغان دریایی و درناها به تعداد زیاد در صیر ابونعیر لانه‌سازی می‌کنند، اگرچه تهدیداتی برای شکار درناها توسط گربه‌های وحشی وجود دارد. جزیره سرشار از مواد معدنی زیرزمینی مانند آهن اکسید و گوگرد است که در گذشته به شدت مورد بهره‌برداری قرار می‌گرفت و قبلاً در سنگفرش خیابان‌های بریتانیا از آن استفاده می‌شد و گویای وجود معادن در این جزیره است. | [ ۸ ]  |
| ۳  |       | خور دبی                          | امارت دبی۲۵°۰۹′شمالی ۵۵°۱۱′شرقی / ۲۵٫۱۵°شمالی ۵۵٫۱۸°شرقی       | ۲۰۱۲ | ۵۶۶۲(ii)(iii)(v)        | خور دبی ورودی آب دریای طبیعی خلیج فارس در قلب دبی به طول ۱۴ کیلومتر و عرض بین ۱۰۰ تا ۵۰۰ متر است که از جنوب شرقی امتداد دارد و به پناهگاه حیات وحش رأس‌الخور ختم می‌شود. این خور شهر را به دو بخش بر دبی و دیره تقسیم می‌کند و در طول تاریخ نقش عمده ای در توسعه اقتصادی منطقه داشته است. نخستین توصیف شناخته‌شده از خور دبی در گزارشی در سال ۱۸۲۲ توسط یک افسر نیروی دریایی پادشاهی بریتانیا ثبت شده است. این خور احتمالاً دلیل واقعی ایجاد و توسعه اولیه دبی به عنوان یک بندر تجاری بوده است؛ نقطه آغازی که شاید بتوان آن را سال ۱۸۳۳ در نظر گرفت، زمانی که حدود ۸۰۰ نفر از اعضای قبیله بنی یاس به رهبری مکتوم بن بطی آل مکتوم الفلاسی در منطقه بر دبی، در دهانه خور مستقر شدند. خور دبی، یک بندر امن و طبیعی با پتانسیل تبدیل شدن به بندری پر رونق با تمرکز بر غواصی مروارید، ماهیگیری و تجارت، انتخاب واضحی برای مهاجران اولیه بود. در واقع، ماهیگیری، یکی از صنایع اصلی در آن زمان، نیز در امتداد این خور رونق داشت، که ناشی از دریایی متنوع و غنی به دلیل آب‌های گرم و کم‌عمق خور بود. خور دبی اگرچه به دلیل عمق محدود برای حدود یک قرن اجازه ورود کشتی‌های بزرگ را نمی‌داد، اما این خور تنها بندر شهر و مهم‌ترین عنصر در ایجاد موقعیت تجاری شهر دبی باقی مانده است. | [ ۹ ]  |
| ۴  |       | محوطه الدور                      | امارت ام‌القیوین۲۵°۲۰′شمالی ۵۵°۲۱′شرقی / ۲۵٫۳۳°شمالی ۵۵٫۳۵°شرقی | ۲۰۱۲ | ۵۶۶۳(iii)               | محوطه الدور یکی از بزرگ‌ترین محوطه‌های باستان‌شناسی در امارات متحده عربی است که به دریاچه البیضا مشرف می‌شود. این محوطه به‌طور طبیعی توسط مجموعه‌ای از تپه‌های ماسه‌ای مرتفع احاطه شده است که آن را در برابر بادهای ساحلی شمالی حاکم بر منطقه محافظت می‌کند. دوره‌های سکونت انسان در محوطه شامل عصر برنز، عصر سنگ، عصر آهن و دوره‌های پیش از اسلام است. در دوره اخیر تپه‌های محوطه به‌طور کامل با ده‌ها ساختمان و مقبره ساخته‌شده از سنگ پوشیده شده بود. در این مدت محوطه الدور نیز شاهد شکوفایی نهایی خود بوده است. کاوش‌های این محوطه، قلعه‌ای مربعی را نشان داده است: طول اضلاع آن تقریباً بیست متر بوده و در گوشه‌های آن برج‌هایی گرد وجود دارد. در داخل این قلعه بنایی نیمه مربعی وجود دارد که از چند اتاق و چند سکه و چند سفال تشکیل شده است. این محوطه با تعداد زیادی ساختمان‌های مسکونی با سنگ‌های محلی مشخص می‌شود. اینها شامل مجموعه‌ای از اسکلت‌های زن و مرد و همچنین برخی از ابزارهای زندگی روزمره است که نشان‌دهنده آداب و رسوم تدفین و مراسم تدفین در آن دوره است. مهم‌ترین ساختمان محوطه یک معبد مستطیلی است که در یک حوض احاطه‌شده توسط تپه‌های ماسه ای واقع شده است، به ویژه در دو طرف شرقی و جنوبی، جایی که ماسه‌های انباشته به حفظ معبد کمک کرده است. | [ ۱۰ ] |
| ۵  |       | مسجد بدیه                        | امارت فجیره۲۵°۱۶′شمالی ۵۶°۱۳′شرقی / ۲۵٫۲۶°شمالی ۵۶٫۲۱°شرقی     | ۲۰۱۲ | ۵۶۶۵(iii)               | این مسجد به دلیل قرار گرفتن در منطقه البدیه به «مسجد البدیه» نام‌گذاری شده است. البدیه روستایی بزرگ در امارت فجیره است که بخشی از چندین روستای دیگر در این منطقه را تشکیل می‌دهد. جمعیت این روستاها تا همین اواخر از مسجد البدیه برای نماز جمعه استفاده می‌کردند. مسجد البدیه با داشتن چهار گنبد که اندازه آنها مساوی نیست از دیگر مساجد قدیمی و امروزی متمایز است. هر گنبد متشکل از چند گنبد است که بر روی گنبدهای دیگر نصب شده‌اند که گنبد اولی پایه یک گنبد بزرگ را تشکیل می‌دهد. دومین گنبد که کوچک‌تر است، به همراه گنبد سوم بسیار کوچک‌تر با گنبدی با سر کوچک تاجگذاری شده است. در مجموع همه این گنبدها به هم نزدیک هستند. هر چهار گنبد توسط یک ستون مرکزی پشتیبانی می‌شوند که پایه‌های ساختمانی ستون اصلی بر آن استوار است. بخش مرکزی گنبد و پایه‌های سقف آن، چهار گنبد را در یک سیستم مهندسی منحصر به فرد حمل می‌کنند. | [ ۱۱ ] |
| ۶  |       | شارجه: دروازه ساحل آشتی          | امارت شارجه۲۵°۱۶′شمالی ۵۶°۲۰′شرقی / ۲۵٫۲۶°شمالی ۵۶٫۳۳°شرقی     | ۲۰۱۴ | ۵۹۴۱(v)                 | شارجه، شامل بندر قدیمی و فرودگاه قدیمی آن، در بخش قدیمی امارت شارجه در شمال امارات متحده عربی واقع شده است. بر اساس منابع تاریخی، این مکان به توسعه تجارت کمک کرده است. ادریسی (جغرافیدان سده یازدهم میلادی) اظهار داشته که در محل کنونی شارجه بندری وجود دارد که ممکن است بندر شارجه بوده باشد. بندر شارجه به‌ویژه به عنوان دروازه اصلی ساحل آشتی (ساحل دزدان) مهم است. این ساحل معمولاً شامل دو ویژگی است که اغلب وجود شهرک‌های مسکونی را در خلیج فارس مشخص می‌کند: نخست اینکه در ورودی حفاظت‌شده دریا قرار دارد که در زبان محلی آن را «خور» می‌نامند، دوم، آب شیرین در عمق نسبتاً کم وجود دارد. با این حال، از زمان تجارت اولیه با شرق تا استقرار خاندان دریانورد قواسیم و تا نیمه اول سده نوزدهم، شارجه مهم‌ترین بندر در جنوب خلیج فارس بود. | [ ۱۲ ] |
| ۷  |       | سبخای ابوظبی                     | امارت ابوظبی۲۴°۰۵′شمالی ۵۴°۱۱′شرقی / ۲۴٫۰۹°شمالی ۵۴٫۱۸°شرقی    | ۲۰۱۸ | ۶۳۵۲(viii)              | منطقه سبخای ساحلی ابوظبی در ساحل جنوبی خلیج فارس، در غرب امارت ابوظبی در کشور امارات متحده عربی واقع شده است. این نمک‌زار در طول ۷۰۰۰ سال گذشته به دلیل فرسایش بادی تپه‌های ماسه‌ای از قبل موجود و افزایش رسوبات کربناته زیر آبی، جزر و مدی و فوق جزر و مدی توسعه یافته است. سبخا ترجمه‌ای از کلمه عربی سبخه است که از نظر زمین‌شناسی به هر شکلی از بیابان مسطح پوشیده از نمک یا کویر اشاره دارد که معمولاً به دلیل غلظت بالای نمک‌ها و رسوبات فاقد پوشش گیاهی قابل توجه است و در آن سطح آب زیرزمینی بسیار پایین است و ممکن است در برخی نقاط صفر باشد. سبخاها از نظر جغرافیایی به دو دسته سبخای ساحلی و سبخای داخلی تقسیم می‌شوند. پهنای سبخای ساحلی ابوظبی در برخی نقاط به ۱۶ کیلومتر می‌رسد و شامل کانال‌ها، خلیجک‌ها، جزایر و آب‌های کم‌عمق می‌شود. امروزه نسبت به گذشته به راحتی می‌توان به سبخای ساحلی ابوظبی دسترسی داشت و اکنون از غرب امارت ابوظبی به راحتی می‌توان به آن رسید. | [ ۱۳ ] |
| ۸  |       | چشم‌انداز فرهنگی ضایه             | امارت رأس‌الخیمه۲۵°۳۲′شمالی ۵۶°۰۲′شرقی / ۲۵٫۵۳°شمالی ۵۶٫۰۳°شرقی | ۲۰۲۰ | ۶۴۶۳(v)                 | از نظر موقعیت جغرافیایی و چشم‌انداز فرهنگی، ضایه یکی از برجسته‌ترین و مهم‌ترین محوطه‌های امارت رأس‌الخیمه است. این منطقه که از سه طرف با کوه‌های پر شیب‌ تا ارتفاع ۸۵۰ متر احاطه شده و از سمت غرب به یک تالاب محدود می‌شود و طی هزاره‌ها محل جذب زندگی پایدار بوده است. این منطقه طی ۵۰۰۰ سال گذشته مسکونی بوده و نمونه‌ای فشرده از محیط‌های شاخص شمال امارات را به نمایش می‌گذارد. چشم‌انداز فرهنگی ضایه ترکیبی از عناصر طبیعی و تاریخی است که نقش مهمی در تداوم زندگی و حفاظت از این منطقه ایفا کرده و آن را به یکی از محوطه‌های با ارزش امارت رأس‌الخیمه تبدیل کرده است. دشت شنی هلالی‌شکل آن که به سمت خط ساحلی با کشتزارها پوشیده شده، با یک زیستگاه غنی دریایی تکمیل می‌شود و به این منطقه منابع فراوانی بخشیده است. | [ ۱۴ ] |
| ۹  |       | جزیره الحمراء                    | امارت رأس‌الخیمه۲۵°۲۵′شمالی ۵۵°۲۸′شرقی / ۲۵٫۴۲°شمالی ۵۵٫۴۷°شرقی | ۲۰۲۰ | ۶۴۶۴(iii)(v)            | این جزیره سابقاً بزرگ با مساحت ۴۵ هکتار در ابتدا در داخل یک تالاب در سواحل جنوبی رأس‌الخیمه قرار داشت. انتهای جنوب شرقی آن تقریباً به سرزمین اصلی امارات متصل بود و همیشه قابل عبور بود. از سمت شرق، جزیره و تالاب ساحلی آن، با بیابان هم‌مرز هستند، جایی که خط اول تپه‌های ماسه‌ای بزرگ هنوز هم توسط دو برج دیده‌بانی علامت‌گذاری شده‌اند که در اصل از جزیره الحمرا در برابر بیابان دفاع می‌کند. برج‌ها همچنین چاه‌های آب شیرین را در امتداد پای‌تپه‌ها تأمین می‌کردند که از آنجا آب آشامیدنی توسط الاغ به جزیره می‌رسید، زیرا محیط دریایی خود شهر فقط آب شور را برای مصارف خانگی فراهم می‌کرد. امروزه کوچه‌های باریک جزیره الحمراء مجموعه‌ای از خانه‌های حیاط، ساختمان‌های سوق، مساجد، و قلعه‌ای با برج‌های دیده‌بانی را به هم متصل می‌کند که همگی از سنگ‌های مرجانی و سنگ‌های فسیلی ساحل با تکنیک لایه‌ای ساخته شده‌اند. | [ ۱۵ ] |
| ۱۰ |       | شهر تجاری جلفار                  | امارت رأس‌الخیمه۲۵°۲۵′شمالی ۵۵°۲۸′شرقی / ۲۵٫۴۲°شمالی ۵۵٫۴۷°شرقی | ۲۰۲۰ | ۶۴۶۵(iii)(iv)(v)        | جلفار بخشی از شبه‌جزیره مسندم است و نزدیک به تنگه هرمز قرار دارد، جایی که دشت‌های آبرفتی کوه‌های آهکی رؤوس‌الجبال را از ساحل خلیج فارس جدا می‌کند. از آغاز اسلام، جلفار تنها بندری در خلیج فارس بوده که به جنوب‌شرقی عربستان دسترسی داشته است؛ بنابراین، منابع تاریخی اغلب آن را در ارتباط با تلاش بین‌النهرین و ایران برای حمله به جنوب شرقی عربستان ذکر می‌کنند. همچنین جلفار به عنوان یک مرکز تجاری مهم و مرکز اصلی صید مروارید و تجارت مروارید در جنوب خلیج فارس توصیف شده است. جلفار در قرون وسطی در ارتباط با پادشاهی هرمز و یکی از شهرهای مهم آن بوده است. همچنین در متون پرتغالی از آن به عنوان یکی از معدود مکان‌هایی که در برابر کنترل پرتغالی‌ها مقاومت می‌کند، ذکر شده است. آخرین بندر جلفار، مترادف با خور رأس‌الخیمه است و هنوز در متون انگلیسی اوایل قرن نوزدهم به عنوان بخشی از جلفار ذکر شده است و تا زمان رویارویی با نیروهای بریتانیایی در سال‌های ۱۸۰۹ و ۱۸۱۹ بر جنوب خلیج فارس تسلط داشت. این حملات بریتانیا باعث آغاز افول شهر شد که می‌توان آن را پایان شهر تجاری جلفار دانست. | [ ۱۶ ] |
| ۱۱ |       | شمال                             | امارت رأس‌الخیمه۲۵°۲۹′شمالی ۵۶°۰۱′شرقی / ۲۵٫۴۹°شمالی ۵۶٫۰۱°شرقی | ۲۰۲۰ | ۶۴۶۶(i)(ii)(iii)(iv)(v) | شمال نمایانگر یک منظر باستان‌شناسی متراکم است که در امتداد دامنه‌های کوه‌های رؤوس‌الجبال به طول بیش از ۳ کیلومتر امتداد دارد. مشخصه آن دشت‌های ماسه‌ای با جنگل‌های اقاقیا است که کوه‌های آهکی رأس الخیمه مشرف به آن هستند. در غرب، شمال با مناطق وسیع باغ‌های نخل در دشت آبرفتی حاصلخیز وادی بیه و وادی حقیل همسایه است. محوطه فرهنگی گسترده شمال شامل بیش از ۱۰۰ مقبره ماقبل تاریخ، سکونتگاه‌های ماقبل تاریخ، و یک کاخ قرون وسطایی است. بقایای برجسته باستان‌شناسی آن برای دوره‌های وادی سوق (۲۰۰۰–۱۶۰۰ پیش از میلاد)، فرهنگ اواخر عصر برنز (۱۶۰۰–۱۳۰۰ پیش از میلاد) و دوره میانه اسلامی (سده ۱۶–۱۳ میلادی) است. برای بیش از ۵۰۰۰ سال، که از دوره حفیت (۳۲۰۰–۲۶۰۰ پیش از میلاد) شروع شده و تا سده ۱۹ میلادی ادامه دارد، قلمرو شمال شاهد سنت‌های فرهنگی منحصر به فردی بوده و در آن مشارکت داشته که در امتداد چهارراه تجارت باستانی بین خلیج فارس، اقیانوس هند و جنوب شرقی عربستان توسعه یافته‌اند. | [ ۱۷ ] |
| ۱۲ |       | پارک ملی وادی الوریعه            | امارت فجیره۲۵°۲۵′شمالی ۵۶°۱۵′شرقی / ۲۵٫۴۱°شمالی ۵۶٫۲۵°شرقی     | ۲۰۲۱ | ۶۵۵۴(iii)(v)            | امارت فجیره تنها عضو فدراسیون امارات متحده عربی است که منحصراً در ساحل شرقی این کشور و مشرف به دریای عمان قرار دارد. این امارت مجموعه ای از مناظر متنوع متشکل از کوه‌ها، دشت‌های آبرفتی و زیستگاه‌های ساحلی را در بر می‌گیرد. در این میان نوع زمینی است که معرف کوه‌های حجر است. حوضه آبریز وادی الوریعه در حال حاضر به عنوان بخشی از پارک ملی وادی الوریعه، کاملاً در محدوده اولویت ۲۰۰ بوم‌ناحیه صندوق جهانی طبیعت یعنی ۱۲۷ بوم‌ناحیه ارتفاعات و بوته زارهای شبه‌جزیره عربستان قرار دارد. این حوضه آبریز شامل مجموعه‌ای منحصر به فرد از زیستگاه‌های چند ساله آب شیرین به شکل چشمه‌ها، استخرها، نهرها و آبشارها است. این پارک ملی، منطقه‌ای با زیبایی طبیعی برجسته، تنوع زیستی غنی از جانوران و گیاهان در یک زیستگاه مهم کوهستانی است. | [ ۱۸ ] |
| ۱۳ |       | وادی الحلو                       | امارت شارجه۲۴°۳۵′شمالی ۵۶°۰۸′شرقی / ۲۴٫۵۹°شمالی ۵۶٫۱۳°شرقی     | ۲۰۲۳ | ۶۶۴۱(iii)(iv)(v)        | وادی الحلو یا دره شیرین همان‌طور که از نامش در عربی پیداست، محل محوطه‌های باستان‌شناسی متعدد و لایه‌های تاریخی واقع در رشته‌کوه حجر شارجه در جنوب‌شرقی شبه‌جزیره عربستان است. خود وادی در مساحت تخمینی ۸۴ کیلومتر مربع وسعت دارد که گواه فرایند و اهمیت استخراج و ذوب مس در عصر برنز و نقش آن در توسعه ارتباطات فراملی در این دوره اساسی در تاریخ جغرافیایی-فرهنگی جنوب شرقی عربستان است. محوطه مس عصر برنز در وادی الحلو شواهدی از رابطه متقابل بین شناخت فلزات عصر برنز و همچنین چشم‌انداز زمین‌شناسی و منابع طبیعی آن ارائه می‌دهد و از طریق مجموعه فناوری خاص تولید مس به ویژه در این منطقه نشان داده شده است. محوطه انتخاب‌شده همچنین نشان‌دهنده اهمیت مس در این دوره از تاریخ بشر در منطقه است که از طریق تصاویر متعددی از شکل‌های T در هنر سنگ‌نگاری که دره و کوه‌های اطراف را نشان داده می‌شود. شکل‌های T نمادی هستند که معمولاً در هنرسنگ‌نگاری منطقه عربستان یافت می‌شود که گمان می‌رود نمایانگر خنجر باشد. | [ ۱۹ ] |
| ۱۴ |       | هنر سنگ‌نگاری امارت شارجه         | امارت شارجه۲۴°۳۵′شمالی ۵۶°۱۲′شرقی / ۲۴٫۵۹°شمالی ۵۶٫۲۰°شرقی     | ۲۰۲۳ | ۶۶۴۲(ii)(iii)           | هنر سنگ‌نگاری امارت شارجه اولین هنر سنگ‌نگاری است که در کل کوه‌های الحجر کشف شده است. این محوطه آثار موضوعی بسیار جالب و متنوع است که با تعداد زیادی نقوش و تکنیک‌های حکاکی که هفت هزار سال را در بر می‌گیرد مشخص می‌شود. این فهرست آزمایشی شامل هنر سنگ در چندین منطقه است. این مکان‌ها توسط حصارها محافظت می‌شوند یا با حضور بسیار مشخص پانل‌های اداره باستان‌شناسی قابل تشخیص است که به بازدیدکنندگان نشان می‌دهد که این مکان توسط قانون محافظت می‌شود. تمامی محوطه‌ها به راحتی توسط بازدیدکنندگان قابل دسترسی هستند. این وضعیت مطمئناً مهم است زیرا می‌تواند گردشگرانی را که به امارات سفر می‌کنند تشویق کند تا از این مکان‌ها بازدید کنند. در سایر نقاط جهان، مشخص شده که هنر سنگ‌نگاری در مکان‌های دورافتاده و اغلب در فاصله‌ای کاملاً دور از نزدیکترین دسترسی یافت می‌شوند. | [ ۲۰ ] |
| ۱۵ |       | ملیحه                            | امارت شارجه۲۵°۰۴′شمالی ۵۵°۳۱′شرقی / ۲۵٫۰۷°شمالی ۵۵٫۵۲°شرقی     | ۲۰۲۳ | ۶۶۴۳(ii)(iii)(iv)       | محوطه تاریخی ملیحه در منطقه مرکزی شارجه، امارات متحده عربی واقع شده است. این منطقه با مجموعه ای غنی از مکان‌های باستان‌شناسی از دوره پارینه سنگی تا دوره اسلامی و همچنین یک اشغال بی وقفه از دوران نوسنگی متمایز است. منطقه ملیحه به‌ویژه مشاغل مربوط به دوران نوسنگی و عصر برنز را، به ویژه در دامنه‌های جبل الفایه نشان می‌دهد. دوره عصر آهن، اوایل و اواسط هزاره اول پیش از میلاد، به خوبی نشان داده شده است و رویکرد پیچیده‌ای را برای تهیه آب از طریق فناوری فلج (قنات) نشان می‌دهد. این فناوری امکان کشت را در منطقه‌ای می‌داده که آب و هوای آن مشابه وضعیت کنونی منطقه بوده است. علاوه بر این، اهلی کردن دام‌ها باعث ایجاد شبکه گسترده‌ای از مسیرهای تجاری از شبه‌جزیره عربستان شد. تشدید استفاده از زمین و شبکه‌های تجاری که ارتباطات راه دور را به همراه دارد، به ملیحه اجازه داد تا توسعه یابد و به یک مرکز تجاری و ارتباط با هند، ایران، شرق آفریقا، خاورمیانه و با حوزه دریای مدیترانه تبدیل شود. سکونتگاه بزرگ قبل از اسلام ملیحه در دشت یافت می‌شود که با حفر چاه در نهشته‌های آبرفتی می‌توان به راحتی به آب زیرزمینی دست یافت. | [ ۲۱ ] |
| ۱۶ |       | چشم‌انداز دیرینه جبل الفایه       | امارت شارجه۲۵°۰۴′شمالی ۵۵°۳۰′شرقی / ۲۵٫۰۷°شمالی ۵۵٫۵۰°شرقی     | ۲۰۲۳ | ۶۶۵۳(iii)(iv)           | منظر دیرینه جبل الفایه در منطقه مرکزی امارت شارجه در فاصله تقریبی ۵۵ کیلومتر از هر دو پهنه آبی خلیج فارس از غرب و دریای عمان از شرق واقع شده است. این مجموعه با اجزای منظره و ویژگی‌های ژئومورفولوژیکی مشخص‌کننده این مکان متمایز تعریف می‌شود. اساسی‌ترین عنصر این منظر یک سازه تاقدیسی است که حدوداً ۲۰ کیلومتر از شمال شرقی تا جنوب غربی محوطه معروف به رشته‌کوه فایه امتداد دارد. می‌توان این رشته را به عنوان یک مانع طبیعی بین صحرای ماسه‌ای ربع الخالی در غرب و دشت الثمید در شرق آن دید. محوطه‌های باستان‌شناسی موجود در این مجموعه شواهدی از سکونتگاه‌های انسانی متناوب در طول چندین دوره آب و هوایی مختلف در طول عصر حجر ارائه می‌دهند. منابع حوضه آبریز پلیستوسن و هولوسن امروزه از طریق نشانه‌های زمین‌شناسی قابل مشاهده هستند. تحقیقات مستمر همچنین امکان درک تکامل آب و هوایی و ژئومورفودینامیک را فراهم کرده است که بر مشاغل انسان در طول عصر سنگ تأثیر گذاشته است. غارها و مکان‌هان مختلف موجود در سرتاسر ساختار تاقدیسی شواهد فیزیکی از پناهگاه‌ها، ابزار، زندگی و دفینه‌های انسانی را ارائه می‌دهند. | [ ۲۲ ] |
| ۱۷ |       | چشم‌انداز باستانی حتّا             | امارت دبی۲۴°۲۶′شمالی ۵۶°۰۴′شرقی / ۲۴٫۴۳°شمالی ۵۶٫۰۷°شرقی       | ۲۰۲۳ | ۶۶۶۴(iii)(v)            | شهر کوچک حتّا در دامنه کوه‌های حجر واقع شده است، زنجیره‌ای که در لبه جنوب شرقی شبه‌جزیره عربستان در امتداد دریای عمان امتداد دارد. این رشته‌کوه مشترک بین عمان و امارات متحده عربی، دارای بزرگ‌ترین و بهترین مجموعه افیولیتی در جهان است. چشم‌انداز منطقه با کوه‌های سنگی مرتفع با قله‌های مرتفع و کانال‌های آبی حفر شده در طول اعصار مشخص می‌شود. دره‌های حاصلخیز به دلیل بارش‌های فصلی در وادی‌ها و سرچشمه‌ها، سرشار از منابع طبیعی و آب هستند. بارندگی‌های شدید آب‌های زیرزمینی کم عمق را تغذیه می‌کند و سیلاب‌های بزرگی را ایجاد می‌کند که مخازن پایین دست را دوباره پر می‌کند. گفته می‌شود این منطقه از آغاز عصر برنز اولیه زندگی بشر را به خود جذب کرده است و یکی از قدیمی‌ترین مکان‌های مسکونی در امارت دبی است. محوطه‌های باستان‌شناسی و یافته‌های دوران برنز و آهن تا اواخر دوره اسلامی نشان‌دهنده اهمیت تاریخی و تمدن منطقه حتّا در طول اعصار است. یک بررسی باستان‌شناسی در سال‌های اخیر در مناطق مختلف منطقه حتّا، از شرق/جنوب شرقی تا غرب/جنوب‌غربی انجام شده است که منجر به شناسایی، مستندسازی و نقشه‌برداری ۲۲ محوطه شده است. این محوطه‌ها شامل آثاری از چندین مقبره مربوط به عصر مفرغ و آهن، بقایای مکان‌های سکونتگاه‌های اسلامی برای مصارف خانگی، کشاورزی و دفاعی، و ده‌ها هنر سنگ‌نگاری و کتیبه‌هایی است که نشان‌دهنده حیوانات و انسان‌ها یا نقاشی‌های هندسی است که اکثر آنها متعلق به عصر برنز هستند. | [ ۲۳ ] |